# São Lourenço de Sande
São Lourenço de Sande ist ein Ort und eine ehemalige Gemeinde (Freguesia) im Norden Portugals.
São Lourenço de Sande gehört zum Kreis Guimarães im Distrikt Braga. Die Gemeinde hatte eine Fläche von 3 km² und 1097 Einwohner (Stand 30. Juni 2011). Die Gemeinde ist nur gering urbanisiert.
Am 29. September 2013 wurden die Gemeinden Sande (São Lourenço) und Balazar zur neuen Gemeinde União das Freguesias de Sande São Lourenço e Balazar zusammengeschlossen.

## Söhne und Töchter der Stadt
- José Francisco Correia (1853–1929), erster und einziger Vicomte von Sande, Graf von Agrolongo